# SCR-1

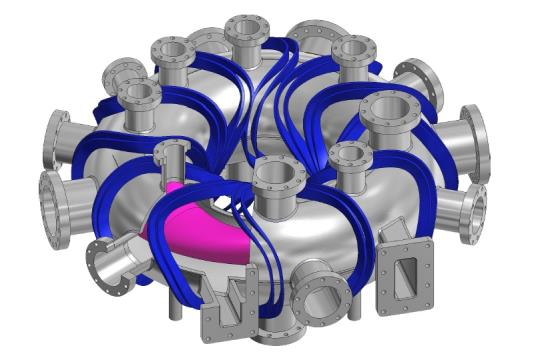
Cámara de vacío del SCR-1

El stellarator SCR-1 de Costa Rica es un pequeño stellarator modular para el confinamiento magnético de plasma ubicado en Cartago (Costa Rica). Desarrollado por el Laboratorio de Plasmas para la Energía de Fusión y Aplicaciones del Instituto Tecnológico de Costa Rica, comenzó sus operaciones el 29 de junio del 2016, convirtiéndose en el primer stellarator de América Latina.
El SCR-1 se distingue por su diseño compacto y por tener la menor relación de aspecto de cualquier stellarator operativo.

## Historia
De 2010 data la idea original que proponía un tamaño mayor (radio mayor de 460.33 mm, radio del plasma de 42.2mm) y una escala mayor (relación de aspecto de 5.7 y un campo magnético de 0.0878 Tesla), y se esperaba que su construcción terminara en 2011.
Sin embargo, el desarrollo y construcción del SCR-1 tomó seis años.

## Primera descarga
La primera descarga de plasma tuvo lugar el 29 de junio de 2016 con una duración de 4,5 segundos a una temperatura de 300.000 grados Celsius.